# Paracyclops smileyi
Paracyclops smileyi är en kräftdjursart som beskrevs av Strayer 1989. Paracyclops smileyi ingår i släktet Paracyclops och familjen Cyclopidae. Inga underarter finns listade i Catalogue of Life.